# Бенджамін Тайлер Генрі
Бенджамін Тайлер Генрі (англ. Benjamin Tyler Henry; 22 березня 1821 — 8 червня 1898) — американський зброяр та виробник. Він був винахідником гвинтівки Генрі, першої робочої магазинної гвинтівки з важільним механізмом.

## Біографія
Генрі народився в Клермонті, Нью-Гемпширі в 1821. Він навчався на зброяра у молодості і працював у майстерні, в якості бригадира, Robins & Lawrence Arms Company в Віндзорі штат Вермонт, де почав працювати з Горасом Смітом та Даніелем Б. Вессоном над гвинтівкою відомою, як «Volitional Repeater».
В 1854 Горас Сміт та Даніель Б. Вессон створили нову компанію з Судлендтом Палмером, і продовжили покращення механізму заряджання, створивши важільний пістолет Smith & Wesson та новий набій Volcanic. Виробництво відбувалося в майстерні Гораса Сміта у Норвічі штат Коннектикут. Початкова назва «Smith & Wesson Company» в 1855 році була змінена на «Volcanic Repeating Arms Company». До них приєднався ще один інвестор, Олівер Вінчестер. Volcanic Repeating Arms Company отримала всі права на розробки Volcanic (в цей час у виробництві були гвинтівка і пістолет), а також на боєприпаси, розробки компанії Smith & Wesson. Вессон залишався керуючим фабрикою протягом 8 місяців перед повторним об'єднанням зі Смітом створивши «Smith & Wesson Revolver Company» і отримавши права на патент Ролліна Вайта на барабан з заряджанням з казенника. Вінчестер розорив Volcanic Arms Company до кінця 1856, став власником і перевів фабрику у Нью-Гейвен в штаті Коннектикут, де вона була реорганізована у New Haven Arms Company в квітні 1857, а Генрі найняли у якості керівника заводу. 16 жовтня 1860, він отримав патент на магазинну гвинтівку Генрі .44 калібру, яка стала найкращою важільною гвинтівкою на полях битв громадянської війни, де гвинтівки Генрі використовували разом з дульнозарядними нарізними мушкетами, такими як Springfield Model 1861. Перші гвинтівки Генрі не випускалися для армії до середини 1862.
В 1864, Генрі засмутився тим, що, на його думку, отримав недостатню компенсацією, і почав вимагати, щоб законодавча влада штату Коннектикут зробила його володарем New Haven Arms. Олівер Вінчестер, який поспіхом повернувся до Європи, випередив цей процес і реорганізував New Haven Arms у Winchester Repeating Arms Company. Вінчестер використав основну конструкцію гвинтівки Генрі повністю модифіковану та покращену для створення першої гвинтівки Вінчестера, Модель 1866, яка стріляла такими самими набоями кільцевого запалення .44 калібру, як і гвинтівка Генрі, але мала покращений магазин з отвором для заряджання праворуч від приймача (винайдено робітником Вінчестера Нельсоном Кінгом) і, вперше, мала дерев'яне передпліччя.
Через цю суперечку Генрі покинув Winchester Repeating Arms Company і працював незалежним зброярем до своєї смерті в 1898.